# Temporada 2019 de IndyCar Series
La temporada 2019 de IndyCar Series fue la 24.ª temporada de la serie IndyCar y la 108° del campeonato de monoplazas de Estados Unidos.

## Escuderías y pilotos
La siguiente tabla muestra los pilotos confirmados oficialmente por sus escuderías para el Campeonato 2019 de IndyCar Series.
| Escudería                                                   | Motor     | N.º | Piloto             | Carreras                   |
| ----------------------------------------------------------- | --------- | --- | ------------------ | -------------------------- |
| A. J. Foyt Enterprises                                      | Chevrolet | 4   | Matheus Leist      | Todas                      |
| A. J. Foyt Enterprises                                      | Chevrolet | 14  | Tony Kanaan        | Todas                      |
| Andretti Autosport                                          | Honda     | 25  | Conor Daly         | 6, 17                      |
| Andretti Autosport                                          | Honda     | 26  | Zach Veach         | Todas                      |
| Andretti Autosport                                          | Honda     | 27  | Alexander Rossi    | Todas                      |
| Andretti Autosport                                          | Honda     | 28  | Ryan Hunter-Reay   | Todas                      |
| Andretti Herta Autosport w/ Marco Andretti & Curb-Agajanian | Honda     | 98  | Marco Andretti     | Todas                      |
| Arrow Schmidt Peterson Motorsports                          | Honda     | 5   | James Hinchcliffe  | Todas                      |
| Arrow Schmidt Peterson Motorsports                          | Honda     | 7   | Marcus Ericsson R  | 1-15, 17                   |
| Arrow Schmidt Peterson Motorsports                          | Honda     | 7   | Conor Daly         | 16                         |
| Meyer Shank Racing with Arrow Schmidt Peterson              | Honda     | 60  | Jack Harvey        | 1-6, 10, 13, 16-17         |
| MotoGator Team Stange Racing with Arrow Schmidt Peterson    | Honda     | 77  | Oriol Servià       | 6                          |
| Carlin                                                      | Chevrolet | 23  | Charlie Kimball    | 1, 6, 9, 14-17             |
| Carlin                                                      | Chevrolet | 31  | Patricio O'Ward R  | 2-8, 10                    |
| Carlin                                                      | Chevrolet | 31  | Sage Karam         | 11-12                      |
| Carlin                                                      | Chevrolet | 31  | R. C. Enerson R    | 13                         |
| Carlin                                                      | Chevrolet | 59  | Max Chilton        | 1-8, 10-11, 13, 16-17      |
| Carlin                                                      | Chevrolet | 59  | Conor Daly         | 9, 12, 14-15               |
| Chip Ganassi Racing                                         | Honda     | 9   | Scott Dixon        | Todas                      |
| Chip Ganassi Racing                                         | Honda     | 10  | Felix Rosenqvist R | Todas                      |
| Clauson-MarshTodas Racing                                   | Chevrolet | 39  | Pippa Mann         | 6                          |
| Dale Coyne Racing                                           | Honda     | 19  | Santino Ferrucci R | Todas                      |
| Dale Coyne Racing with Byrd/Hollinger/Belardi               | Honda     | 33  | James Davison R    | 6                          |
| Dale Coyne Racing with Vasser-Sullivan                      | Honda     | 18  | Sébastien Bourdais | Todas                      |
| DragonSpeed                                                 | Chevrolet | 81  | Ben Hanley R       | 1, 3, 6                    |
| Dreyer & Reinbold Racing                                    | Chevrolet | 24  | Sage Karam         | 6                          |
| Dreyer & Reinbold Racing                                    | Chevrolet | 48  | J. R. Hildebrand   | 6                          |
| Ed Carpenter Racing                                         | Chevrolet | 21  | Spencer Pigot      | Todas                      |
| Ed Carpenter Racing                                         | Chevrolet | 20  | Ed Carpenter       | 6, 9, 12, 14-15            |
| Ed Carpenter Racing Scuderia Corsa                          | Chevrolet | 20  | Ed Jones           | 1-5, 7-8, 10-11, 13, 16-17 |
| Ed Carpenter Racing Scuderia Corsa                          | Chevrolet | 63  | Ed Jones           | 6                          |
| Harding Steinbrenner Racing                                 | Honda     | 88  | Colton Herta R     | Todas                      |
| Juncos Racing                                               | Chevrolet | 32  | Kyle Kaiser R      | 2, 6                       |
| McLaren Racing                                              | Chevrolet | 66  | Fernando Alonso R  | 6                          |
| Rahal Letterman Lanigan Racing                              | Honda     | 15  | Graham Rahal       | Todas                      |
| Rahal Letterman Lanigan Racing                              | Honda     | 30  | Takuma Satō        | Todas                      |
| Rahal Letterman Lanigan Racing                              | Honda     | 42  | Jordan King        | 6                          |
| Team Penske                                                 | Chevrolet | 2   | Josef Newgarden    | Todas                      |
| Team Penske                                                 | Chevrolet | 3   | Hélio Castroneves  | 5-6                        |
| Team Penske                                                 | Chevrolet | 12  | Will Power         | Todas                      |
| Team Penske                                                 | Chevrolet | 22  | Simon Pagenaud     | Todas                      |

## Calendario
| Ronda | Fecha            | Carrera                        | Circuito                                               | Tipo   |
| ----- | ---------------- | ------------------------------ | ------------------------------------------------------ | ------ |
| 1     | 10 de marzo      | Gran Premio San Petersburgo    | Circuito callejero de San Petersburgo, San Petersburgo | Rutero |
| 2     | 24 de marzo      | IndyCar Classic                | Circuito de las Américas, Austin                       | Rutero |
| 3     | 7 de abril       | Gran Premio de Alabama         | Barber Motorsports Park, Leeds                         | Rutero |
| 4     | 14 de abril      | Gran Premio de Long Beach      | Circuito callejero de Long Beach, Long Beach           | Rutero |
| 5     | 11 de mayo       | IndyCar Grand Prix             | Indianapolis Motor Speedway Road Course, Speedway      | Rutero |
| 6     | 26 de mayo       | 103° Indianápolis 500          | Indianapolis Motor Speedway, Speedway                  | Óvalo  |
| 7     | 1 de junio       | Gran Premio de Detroit         | The Raceway at Belle Isle Park, Detroit                | Rutero |
| 8     | 2 de junio       | Gran Premio de Detroit         | The Raceway at Belle Isle Park, Detroit                | Rutero |
| 9     | 8 de junio       | DXC Technology 600             | Texas Motor Speedway, Fort Worth                       | Óvalo  |
| 10    | 23 de junio      | Kohler Grand Prix              | Road America, Elkhart Lake                             | Rutero |
| 11    | 14 de julio      | Honda Indy Toronto             | Exhibition Place, Toronto                              | Rutero |
| 12    | 20 de julio      | Iowa Corn 300                  | Iowa Speedway, Newton                                  | Óvalo  |
| 13    | 28 de julio      | Honda Indy 200                 | Mid-Ohio Sports Car Course, Lexington                  | Rutero |
| 14    | 18 de agosto     | Pocono 500                     | Pocono Raceway, Long Pond                              | Óvalo  |
| 15    | 24 de agosto     | Bommarito Automotive Group 500 | Gateway Motorsports Park, Madison                      | Óvalo  |
| 16    | 1 de septiembre  | Gran Premio de Portland        | Portland International Raceway, Portland               | Rutero |
| 17    | 22 de septiembre | Monterrey Grand Prix           | WeatherTech Raceway Laguna Seca, Monterrey             | Rutero |

## Cambios

### Cambios técnicos
- Con la serie experimentando un congelamiento del desarrollo del motor hasta la temporada 2020 como parte de las nuevas regulaciones del motor 2021, los equipos de la Serie IndyCar llevaron a cabo los motores de la temporada 2018 debido a la serie centrada en 2021 desarrollo de motores nuevos para ahorrar costos.[1]

### Cambios de escuderías
- El 24 de junio de 2018, el presidente de Harding Racing, Brian Barnhart, confirmó el objetivo de su equipo de convertirse en un equipo de dos autos en 2019.
- Meyer Shank Racing competirá en al menos seis carreras y espera agregar cuatro carreras adicionales para un total de diez en la temporada 2019 con el piloto Jack Harvey.

### Otros cambios
- Verizon Communications finalizó su patrocinio titular de la serie después de la temporada 2018, siendo reemplazado por NTT Data.
- El 21 de marzo de 2018, NBC Sports anunció que se convertiría en el único titular de derechos de televisión en virtud de un nuevo contrato de tres años, reemplazando la división previa entre ABC y NBCSN (cuya participación en la serie se remonta a su mandato como Versus, antes de la adquisición de Comcast de NBC). Ocho carreras por temporada serán retransmitidas en NBC, incluidas las 500 millas de Indianápolis (que finalizarán con una tirada de 54 ediciones consecutivas transmitidas por ABC), y se ofrecerá contenido digital complementario a través del producto de suscripción NBC Sports Gold de NBC Sports. Al igual que con el acuerdo anterior, las carreras restantes se transmitirán por NBCSN.

## Resultados

### Puntuaciones

#### Indianápolis 500, Pocono, Gateway y Laguna Seca
| Posición | Puntos | Posición | Puntos | Posición | Puntos | Posición | Puntos |
| -------- | ------ | -------- | ------ | -------- | ------ | -------- | ------ |
| 1°       | 100    | 11°      | 38     | 21°      | 18     | 31°      | 10     |
| 2°       | 80     | 12°      | 36     | 22°      | 16     | 32°      | 10     |
| 3°       | 70     | 13°      | 34     | 23°      | 14     | 33°      | 10     |
| 4°       | 64     | 14°      | 32     | 24°      | 12     |          |        |
| 5°       | 60     | 15°      | 30     | 25°      | 10     |          |        |
| 6°       | 56     | 16°      | 28     | 26°      | 10     |          |        |
| 7°       | 52     | 17°      | 26     | 27°      | 10     |          |        |
| 8°       | 48     | 18°      | 24     | 28°      | 10     |          |        |
| 9°       | 44     | 19°      | 22     | 29°      | 10     |          |        |
| 10°      | 40     | 20°      | 20     | 30°      | 10     |          |        |

#### Resto de carreras
| Posición | Puntos | Posición | Puntos | Posición | Puntos | Posición | Puntos |
| -------- | ------ | -------- | ------ | -------- | ------ | -------- | ------ |
| 1°       | 50     | 11°      | 19     | 21°      | 9      | 31°      | 5      |
| 2°       | 40     | 12°      | 18     | 22°      | 8      | 32°      | 5      |
| 3°       | 35     | 13°      | 17     | 23°      | 7      | 33°      | 5      |
| 4°       | 32     | 14°      | 16     | 24°      | 6      | -        | -      |
| 5°       | 30     | 15°      | 15     | 25°      | 5      | -        | -      |
| 6°       | 28     | 16°      | 14     | 26°      | 5      | -        | -      |
| 7°       | 26     | 17°      | 13     | 27°      | 5      | -        | -      |
| 8°       | 24     | 18°      | 12     | 28°      | 5      | -        | -      |
| 9°       | 22     | 19°      | 11     | 29°      | 5      | -        | -      |
| 10°      | 20     | 20°      | 10     | 30°      | 5      | -        | -      |

#### Clasificaciónfast nine: Indianápolis 500
| Posición | 1º | 2º | 3º | 4º | 5º | 6º | 7º | 8º | 9º |
| Puntos   | 9  | 8  | 7  | 6  | 5  | 4  | 3  | 2  | 1  |

### Campeonato de Pilotos
| Pos. | Piloto              | STP | AUS  | ALA | LBH | IND | 500  | DET | DET | TEX | ROA | TOR | IOW | MDO | POC | GAT | POR | LAG | Puntos |
| ---- | ------------------- | --- | ---- | --- | --- | --- | ---- | --- | --- | --- | --- | --- | --- | --- | --- | --- | --- | --- | ------ |
| 1    | Josef Newgarden     | 1L  | 2    | 4   | 2L  | 15L | 48L  | 1L* | 19L | 1L  | 3   | 4   | 1L* | 14L | 5L  | 7L  | 5   | 8   | 641    |
| 2    | Simon Pagenaud      | 7   | 19   | 9   | 6   | 1L  | 11L* | 6   | 17  | 6   | 9   | 1L* | 4L  | 6   | 3L* | 5   | 7   | 4L  | 616    |
| 3    | Alexander Rossi     | 5L  | 9    | 5L  | 1L* | 22  | 29L  | 2L  | 5   | 2L  | 1L* | 3   | 6   | 5   | 18  | 13  | 3   | 6   | 608    |
| 4    | Scott Dixon         | 2   | 13   | 2L  | 3   | 2L* | 17L  | 22  | 1L* | 17L | 5   | 2   | 2L  | 1L* | 2L  | 20  | 16L | 3   | 578    |
| 5    | Will Power          | 3L  | 24L* | 11  | 7L  | 7   | 56L  | 18  | 3L  | 9   | 2   | 18  | 15L | 4L  | 1L  | 22L | 1L* | 2L  | 550    |
| 6    | Felix Rosenqvist RY | 4L  | 23   | 10  | 10  | 8L  | 28L  | 4   | 16  | 12  | 6   | 5   | 14  | 2L  | 22  | 11L | 2L  | 5   | 425    |
| 7    | Colton Herta R      | 8   | 1L   | 24  | 23  | 23  | 335  | 12  | 12  | 18  | 8   | 7   | 18  | 8   | 16  | 9L  | 4L  | 1L* | 420    |
| 8    | Ryan Hunter-Reay    | 23  | 3    | 8   | 5   | 17  | 8    | 5   | 4   | 5L* | 11  | 16  | 17  | 3   | 19  | 8   | 18  | 10  | 420    |
| 9    | Takuma Satō         | 19  | 7    | 1L* | 8L  | 14  | 3L   | 3   | 13  | 15L | 10  | 22L | 20  | 19  | 21  | 1L  | 15  | 21  | 415    |
| 10   | Graham Rahal        | 12  | 4    | 23L | 4   | 9L  | 27   | 7   | 7   | 3L  | 4L  | 9   | 8   | 9   | 9   | 18  | 23  | 12  | 389    |
| 11   | Sébastien Bourdais  | 24  | 5    | 3L  | 11  | 11L | 307  | 11  | 9   | 8L  | 12  | 8   | 9L  | 11  | 7   | 19L | 9L  | 7   | 387    |
| 12   | James Hinchcliffe   | 6   | 16   | 6L  | 9   | 16  | 11   | 9   | 18  | 19  | 7   | 6   | 3   | 22  | 20  | 12L | 20  | 9   | 370    |
| 13   | Santino Ferrucci R  | 9   | 20   | 15  | 21  | 10  | 7L   | 19  | 10L | 4   | 19  | 11  | 12  | 12  | 4   | 4L* | 17  | 24  | 351    |
| 14   | Spencer Pigot       | 11  | 11   | 17  | 18  | 5   | 143L | 10  | 21  | 14  | 14  | 15  | 5   | 7   | 17  | 21  | 6   | 20  | 335    |
| 15   | Tony Kanaan         | 15  | 12   | 18  | 19  | 20  | 9    | 15  | 22  | 16  | 21  | 17  | 10  | 20  | 8   | 3   | 12  | 16  | 304    |
| 16   | Marco Andretti      | 13  | 6    | 14  | 13  | 13  | 26   | 16  | 6   | 10  | 23  | 10  | 21  | 15  | 15  | 10L | 13  | 14  | 303    |
| 17   | Marcus Ericsson R   | 20  | 15   | 7   | 20  | 24  | 23   | 13  | 2L  | 7L  | 13  | 20  | 11  | 23  | 12  | 16L |     | 11  | 290    |
| 18   | Zach Veach          | 14  | 22   | 12  | 17  | 12  | 29   | 8   | 8   | 20  | 18  | 13L | 7   | 21  | 13  | 14  | 22  | 18  | 271    |
| 19   | Matheus Leist       | 22  | 17   | 20  | 15  | 4   | 15   | 21  | 20  | 22  | 20  | 19  | 16  | 18  | 14  | 17  | 8   | 17  | 261    |
| 20   | Ed Jones            | 21  | 14   | 19  | 16  | 6   | 134  | 20  | 14  |     | 22  | 12  |     | 13  |     |     | 14  | 23  | 217    |
| 21   | Jack Harvey         | 10  | 10   | 13  | 22  | 3   | 21   |     |     |     | 15  |     |     | 10  |     |     | 19  | 19  | 186    |
| 22   | Max Chilton         | 16  | 21   | 22  | 14  | 18  | DNQ  | 17  | 15  |     | 16  | 14  |     | 16  |     |     | 11  | 13  | 184    |
| 23   | Ed Carpenter        |     |      |     |     |     | 62L  |     |     | 13  |     |     | 19  |     | 6   | 2   |     |     | 161    |
| 24   | Conor Daly          |     |      |     |     |     | 10   |     |     | 11  |     |     | 13  |     | 11  | 6L  | 21  | 22  | 149    |
| 25   | Charlie Kimball     | 17  |      |     |     |     | 25   |     |     | 21  |     |     |     |     | 10  | 15  | 10  | 15  | 117    |
| 26   | Patricio O'Ward R   |     | 8    | 16  | 12  | 19  | DNQ  | 14  | 11  |     | 17  |     |     |     |     |     |     |     | 115    |
| 27   | Sage Karam          |     |      |     |     |     | 19   |     |     |     |     | 21  | 22  |     |     |     |     |     | 39     |
| 28   | James Davison R     |     |      |     |     |     | 12   |     |     |     |     |     |     |     |     |     |     |     | 36     |
| 29   | Hélio Castroneves   |     |      |     |     | 21  | 18   |     |     |     |     |     |     |     |     |     |     |     | 33     |
| 30   | Ben Hanley R        | 18  |      | 21  |     |     | 32   |     |     |     |     |     |     |     |     |     |     |     | 31     |
| 31   | Pippa Mann          |     |      |     |     |     | 16   |     |     |     |     |     |     |     |     |     |     |     | 28     |
| 32   | Kyle Kaiser R       |     | 18   |     |     |     | 31   |     |     |     |     |     |     |     |     |     |     |     | 22     |
| 33   | J. R. Hildebrand    |     |      |     |     |     | 20   |     |     |     |     |     |     |     |     |     |     |     | 20     |
| 34   | Oriol Servià        |     |      |     |     |     | 22   |     |     |     |     |     |     |     |     |     |     |     | 16     |
| 35   | RC Enerson R        |     |      |     |     |     |      |     |     |     |     |     |     | 17  |     |     |     |     | 13     |
| 36   | Jordan King         |     |      |     |     |     | 24   |     |     |     |     |     |     |     |     |     |     |     | 12     |
| –    | Fernando Alonso R   |     |      |     |     |     | DNQ  |     |     |     |     |     |     |     |     |     |     |     | –      |
| Pos  | Piloto              | STP | COA  | ALA | LBH | IMS | INDY | DET | DET | TXS | ROA | TOR | IOW | MDO | POC | GAT | POR | LAG | Puntos |

| Color      | Result            |
| ---------- | ----------------- |
| Dorado     | Ganador           |
| Gris       | Segundo           |
| Bronze     | Tercero           |
| Verde      | En el Top-5       |
| Azul Claro | Top-10            |
| Azul       | Fuera del Top-10  |
| Morado     | No Acabó          |
| Rojo       | No se clasificó   |
| Cafe       | Retiro            |
| Negro      | Descalificado     |
| Blanco     | No Empezó         |
| Blanco     | Carrera cancelada |
| Vacío      | No participó      |

| Notas   | |
| Negrita | Pole position(1 punto; excepto Indy) |
| Cursiva | Vuelta rápida |
| *       | Lidera mayor cantidad de vuelta (2 puntos) |
| DNS     | El piloto que clasifica pero no comienza la carrera (DNS), logra la mitad de los puntos de carrera                                                           |
| 1-9     | Los puntos para los 9 más rápidos en la Indy 500 se otorgan de esta manera: 9 puntos para el 1.º 8 puntos para el 2.º y sucesivamente hasta 1 punto para 9.º |
| c       | Clasificación cancelada no hay punto de bonificación |
| RY      | Novato del Año |
| R       | Novato |

### Campeonato de Motoristas
| Pos | Motoristas | STP | COA | ALA | LBH | IMS | INDY | DET | DET | TXS | ROA | TOR | IOW | MDO | POC | GAT | POR | LAG | Bonus | Pts  |
| --- | ---------- | --- | --- | --- | --- | --- | ---- | --- | --- | --- | --- | --- | --- | --- | --- | --- | --- | --- | ----- | ---- |
| 1   | Honda      | 2   | 1   | 1   | 1   | 2   | 2    | 2   | 1   | 2   | 1   | 2   | 2   | 1   | 1   | 2   | 7   | 1   | 75    | 1436 |
| 1   | Honda      | 4   | 3   | 2   | 3   | 7   | 3    | 3   | 2   | 3   | 4   | 3   | 3   | 2   | 3   | 5   | 8   | 3   | 75    | 1436 |
| 1   | Honda      | 72  | 90  | 96P | 91P | 67P | 75   | 76P | 95  | 76P | 88P | 75  | 75  | 95  | 85  | 70  | 50  | 85  | 75    | 1436 |
| 2   | Chevrolet  | 1   | 2   | 4   | 2   | 1   | 1    | 1   | 3   | 1   | 2   | 1   | 1   | 5   | 2   | 1   | 1   | 2   | 82    | 1387 |
| 2   | Chevrolet  | 3   | 8   | 9   | 6   | 3   | 4    | 6   | 11  | 6   | 3   | 4   | 4   | 6   | 4   | 3   | 2   | 5   | 82    | 1387 |
| 2   | Chevrolet  | 91P | 65P | 54  | 68  | 90  | 90P  | 83  | 55P | 83  | 75  | 88P | 88P | 58  | 72  | 85  | 90  | 70  | 82    | 1387 |